# Escopometría
La escopometría  es la disciplina compuesta de técnicas y procedimientos derivados de la física, basados en la observación y la medición, aplicadas a comparaciones entre dos o más objetos de estudio con fines de identificación. Actualmente se utiliza el término para designar una División de la Policía Federal Argentina y al método iniciado en la misma.

## Etimología
Su nombre deriva del griego skopein que significa «observar», y metrón, que significa «medida», pudiendo traducirse como «medida de la observación» u «observación de la medida», aunque también puede apreciarse simplemente por su significado literal «observar-medir».
Algunos autores proponen la idea de que la palabra fue inspirada en Sherlock Holmes, más precisamente en Estudio en Escarlata, donde el personaje investiga una escritura realizada con sangre en una pared durante veinte minutos, utilizando un cristal con aumento y un elemento de medición, observando y midiendo el documento. Esto hace de la escopometría parte de una serie de términos de la criminalística que se inspiraron en novelas policiales.

## Método
Los métodos que utiliza esta disciplina, en cualquiera de sus variantes, son la observación y la comparación. El objetivo que tiene la escopometría es determinar la autenticidad o falsedad de elementos de los cuales se duda esta propiedad (a los que se los denomina dubitados), determinando las características que el mismo presenta y comparándolas con las características presentes en elementos de los cuales se tiene certeza de su autenticidad (a los que se los denomina indubitados). De esta manera y con una explicación simple: si el dubitado comparte las características del indubitado, el primero también es auténtico, pero si no las comparte es falso.
Para organizar el estudio se procedió a separarlo en pasos metódicos: 
- Determinación de los principios del sistema en relación a los elementos: Para ello debemos determinar la originalidad y correspondencia de los elementos de comparación. Para poder realizar el estudio, será necesario tener los elementos originales (tanto dubitado como

indubitado) y no una copia de los mismos, ya que en las copias se pierden características, como presión en caso de manuscritos. Además, debemos tener elementos de comparación correspondientes, si poseemos un manuscrito como elemento dubitado, no podremos compararlo con una firma ilegible, ya que 
presentan diferentes características.
- Estudio del soporte: el objetivo de este paso es determinar si el mismo fue adulterado, ya que de presentar maniobras de este tipo, existe posibilidad de se hayan afectado las características de individualidad.

- Análisis extrínseco: Es el estudio de las características propiamente dicho. El mismo tiende a determinar las características generales del elemento, buscando una primera impresión que sirva de punto de partida para guiar el resto de la investigación. Cabe señalar que no se utiliza ningún elemento de aumento como tampoco iluminaciones especiales.

- Análisis intrínseco: En él se ahonda finalmente en las características más íntimas del elemento. Se utilizan aumentos buscando pequeños detalles propios. Este paso también se vale de diferentes tipos de iluminación con variación del ángulo.

- Análisis comparativo de las características determinadas en los elementos: Siguiendo el mismo orden descripto, primero se comparan las surgidas del Análisis Extrínseco, si las mismas no coinciden podrá afirmarse que no tienen un origen común (o la falsedad del dubitado), si coinciden se continua con la comparación de las obtenidas en el Intrínseco, y sólo cuando las características coincidan en ubicación, situación y dirección, se podrá afirmar que tanto el dubitado como el indubitado son semejantes, y por ende el primero es auténtico.

## Aplicaciones actuales
Conforme pasaron los años, esta disciplina, que nació inicialmente para identificación de manuscritos, se fue aplicando a diferentes elementos y hoy pueden encontrarse estudios de esta naturaleza para determinar la autenticidad, falsedad o la presencia de adulteraciones en textos manuscritos o mecanográficos, en papel moneda y monedas metálicas; en documentos de identificación personal, estampillas de correo, sobres, bonos de tesorería, acciones, cheques, documentos del automotor y estampados de sellos; en láminas de soportes digitales como CD, DVD, tarjetas plásticas de crédito, débito, etcétera; variados objetos como obras de arte o prendas de vestir, envases y embalajes; lacres, precintos, fajas de seguridad, chapas patentes, tintas, entradas a eventos, números de IMEI en celulares, certificados expedidos por entidades educativas; siendo este listado no taxativo y con la intención de dar noción de las posibilidades que este sistema ofrece.